# Selketal
Koordinaten: 51° 40′ 52″ N, 11° 14′ 4″ O

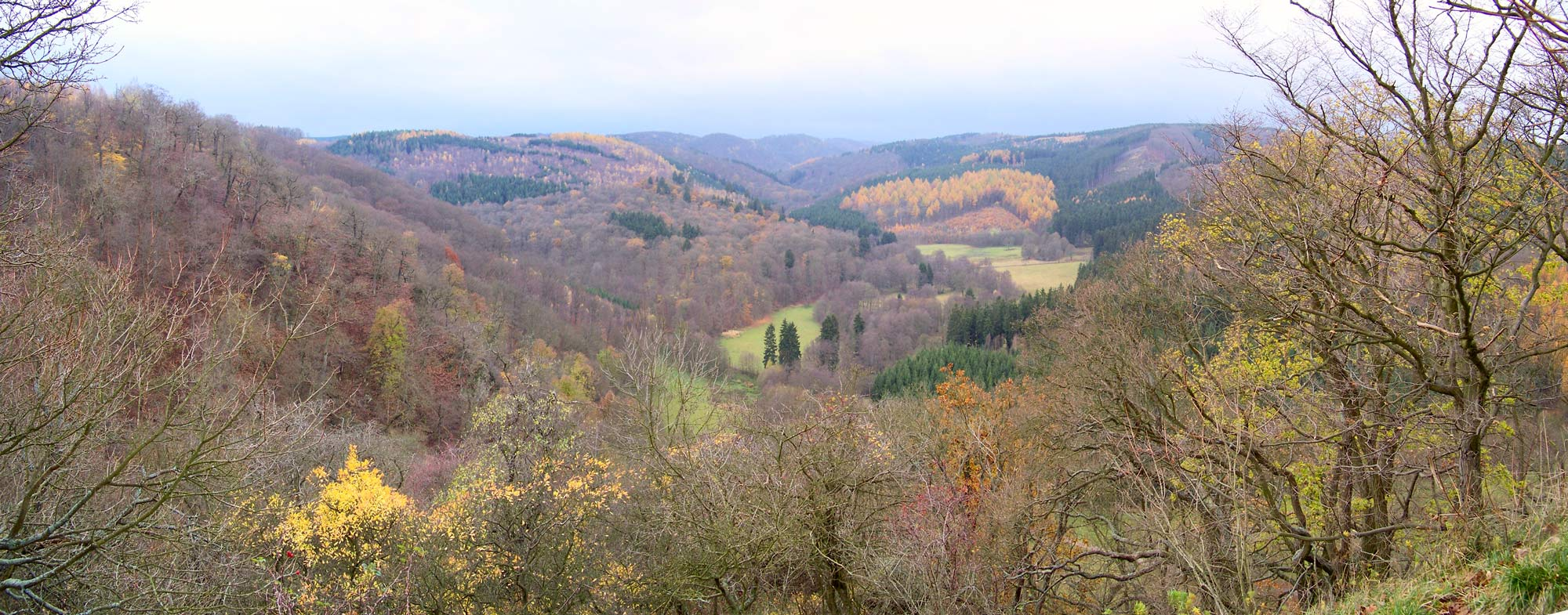
Blick in das Selketal vom Burgstall Alter Falkenstein

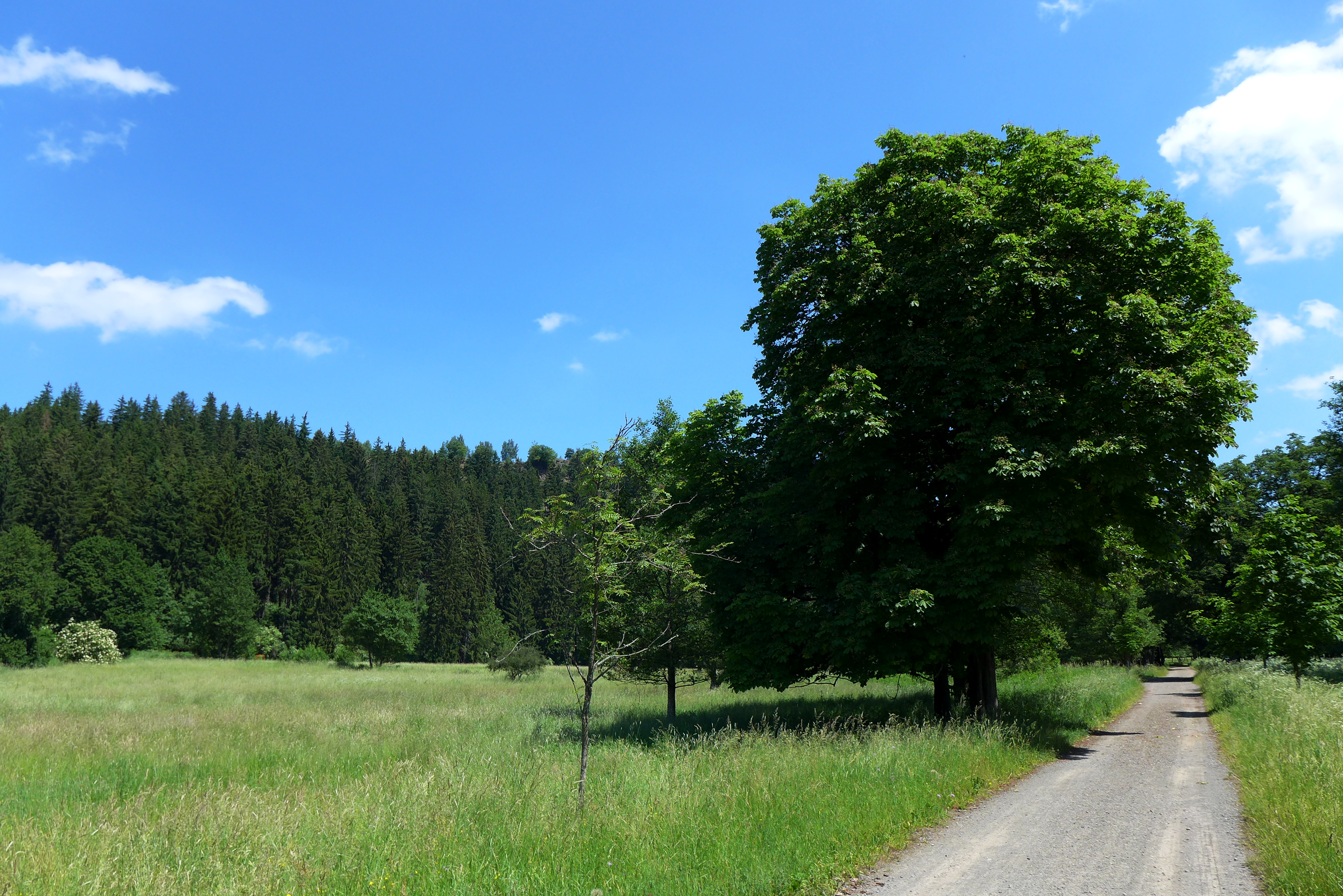
Selketal im Unterharz

Das Selketal ist ein rund 660 Hektar großes Naturschutzgebiet nahe der Stadt Falkenstein/Harz im Landkreis Harz in Sachsen-Anhalt.

## Allgemeines
Das Naturschutzgebiet mit dem Kennzeichen NSG 0073 ist rund 660 Hektar groß. Es ist Bestandteil des FFH-Gebietes „Selketal und Bergwiesen bei Stiege“ und des EU-Vogelschutzgebietes „Nordöstlicher Unterharz“. Das Naturschutzgebiet ist nahezu vollständig vom Landschaftsschutzgebiet „Harz und Vorländer“ umgeben. Im Südwesten grenzt es an das Naturschutzgebiet „Oberes Selketal“. Insgesamt 169,19 Hektar der Wälder im Naturschutzgebiet sind als Totalreservat ausgewiesen. Das Gebiet steht seit 1994 unter Schutz (Datum der Verordnung: 21. Februar 1994). Es ersetzt das 1961 ausgewiesene, 77,5 Hektar große, aus zwei Teilen bestehende Naturschutzgebiet „Selketal“, das den Bereich um die Burg Alter Falkenstein und die Südhänge der gegenüberliegenden Berge Ackeburg und Wilhelmsberg unter Schutz stellte. Zuständige untere Naturschutzbehörde ist der Landkreis Harz.
Das Naturschutzgebiet liegt in der Stadt Falkenstein/Harz im Naturpark Harz/Sachsen-Anhalt. Es erstreckt sich südlich von Ballenstedt entlang des tief eingeschnittenen Selketals zwischen Meisdorf und der Gemeindegrenze zu Quedlinburg bzw. Harzgerode und umfasst die Selke mit ihrem Talraum, in dem der Fluss einen weitgehend freien und unverbauten Lauf hat, Bereiche der ihr zufließenden Bäche sowie Hangbereiche der das Selketal säumenden Berge.

## Pflanzen
Der Talraum wird von Grünland und Erlen-Eschenwäldern sowie bachbegleitenden feuchten Staudenfluren, Rieden, Röhrichten und Weidengebüschen geprägt. Zum Teil kommen noch Kohldistelwiesen mit Schlangenknöterich vor. Brachgefallene Flächen werden von verbuschenden Landreitgrasfluren eingenommen. Die Hangbereiche werden abhängig von ihrer Ausrichtung von unterschiedlichen Vegetationskomplexen eingenommen. Die südlich der Selke liegenden, in nördliche Richtungen exponierten Hänge werden von bodensaurem Wachtelweizen-Traubeneichen-Buchenwald, an den Oberhangkanten auch in trockener Ausbildung mit Echtem Schafschwingel als Schafschwingel-Traubeneichen-Buchenwald, Bergahorn-Buchenwald an frischen Standorten und Ahorn-Eschen-Schluchtwald mit Ausdauerndem Silberblatt auf schattigen Steilhängen und Runsen. Die nördlich der Selke liegenden, in südliche Richtungen exponierten Hänge werden von Felsfluren, Felsspaltengesellschaften, Trocken- und Halbtrockenrasen mit Federgras und Felsgebüschen mit Gewöhnlicher Zwergmispel eingenommen, an die sich Eichenwälder mit Pechnelken anschließen.
Im Bereich des mittleren Selketals – zwischen 4. Hammer und dem Fuß des Falkensteins – wachsen auf den dortigen Wiesen sehr umfangreiche Bestände der Herbstzeitlosen. Ihr Blütenflor ziert im September/Oktober die feuchten Wiesen.

## Tierwelt
Die Selke ist Lebensraum von Groppe, Bachneunauge und Steinbeißer. Im Selketal kommen verschiedene Libellen wie Zweigestreifte Quelljungfer und Blauflügel-Prachtlibelle, Eintags-, Stein- und Köcherfliegen und Amphibien wie Feuersalamander, Bergmolch, Teichmolch, Geburtshelferkröte, Erdkröte und Grasfrosch vor. Das Naturschutzgebiet ist Lebensraum für Fledermäuse wie Kleiner Abendsegler, Bechsteinfledermaus, Kleine Hufeisennase und Braunes Langohr und verschiedene Vögel wie Schwarzstorch, Mittelspecht, Wasseramsel und Eisvogel. Im Bereich des Naturschutzgebietes gibt es die größte bekannte baumbrütende Mauerseglerpopulation in Deutschland. Schließlich sind Wildkatze, Haselmaus und Zwergmaus hier heimisch.

## Sonstiges
Durch das Naturschutzgebiet verläuft ein Teil des Selketalstiegs.